# コリントの信徒への手紙一3章
コリントの信徒への手紙一3章 (コリントのしんとへのてがみいち3しょう、1_Corinthians_3) は、新約聖書のコリントの信徒への手紙一の中の一章。
1-4節では生き方において成熟していないコリントの信徒たちについて、5-9節では神のしもべとして働く伝道者について、10-16節では裁きの日に明らかにされる建物の価値について、16-17節では神の神殿たる信徒たちについて、18-20節では知恵と愚かさについて、21-23節ではすべての者がキリストのものであることについてである。以下の注解では書名や人名、地名は口語訳に従う。

## 注解
口語訳で「わたしは」と訳されているのはΚἀγώ (kagō)である。新共同訳聖書、新改訳2017でも「わたしは」と訳されているが、田川訳及び岩波訳では「私も」と訳されている。Κἀγώ (kagō)はand I,つまり「私も」という意味を持つ。榊原はこの節の前のコリント人への第一の手紙2章15-16節においてパウロはすべてのものを判断する霊の人として、「わたし自身もまた」コリント教会の信徒の霊的な状態を正しく判断した、その上で霊の人に対して話すように話すことができなかったのだとしている。「肉に属する者」や「生まれながらの人」は神との関係ではなくその人自身の力や原理によって生き方が決まっている人のことである。

バークレーはコリントの信徒たちが「肉に属する者」つまり肉からできていることをパウロが指摘しているとする。人間は皆肉からできているのであり、そのことだけであれば非難するにはあたらない。しかし「肉に支配される者」つまり人間性の劣った部分に身を任せていることが問題なのである。パウロがコリントの人々が肉に支配されていると非難することの根拠は分派活動である。他人と譲り合うことを知らず、対立ばかり起こしているものは優れた能力を持っていても「神の人」と言うことはできないのである。真の神の人であれば愛と一致の精神を持つことができるはずである。Feeは1章10-13節における分派活動の議論が1章17節から2章16節で知恵と十字架の議論によって道をそれているように見えるが、それはパウロにとって本質的に重要な問題であるとする。コリントの信徒たちが追い求めている知恵は福音の意図と力を損なっており、分裂を引き起こしている。この節を経てパウロは再び分派活動についての議論に戻ろうとしているのである。
「兄弟たちよ」と呼びかけるのは、Robertson及びカルヴァンによればパウロが厳しい指摘を行う際に、コリントにおいて宣教していたときの愛情深い思い出を思い起こさせ、責める調子を和らげる意味があるとする。

口語訳で「幼な子」と訳されているのはνήπιος(népios)である。幼児、(法的な意味で)未成年というのが主な意味であるが、childish,子どもじみたという意味やsilly,ばかげたといった意味もある。Robertsonは「幼な子」について、パウロが「キリストにある幼な子」と書いていることに着目する。コリントの信徒たちには非難すべき点が多々あるもののキリストの霊を持っており、それによる健全な特徴も備えている。そのことがコリント人への第一の手紙11章2節で示されている。
口語訳で「堅い食物」と訳されているのはβρῶμα(bróma)である。βρῶμα(bróma)は「堅い」という意味はなく、単に乳などの飲み物ではなく食べ物という意味である。これに続く文章において新共同訳聖書では「まだ固い物を口にすることができなかったからです。」と訳しているが、田川は原文には「固い物」という言葉はないとして批判している。 カルヴァンは「乳を飲ませて」とは、パウロが教えの本質ではなく教えを説く形式や方法を信徒の能力に応じて変えているのだとする。同じキリストが幼な子にとっては乳となり、知識のある人にとっては食べ物となる。優れた教師はマルコによる福音書4章33節で示されている通りキリストが行ったように人々の能力に合わせて教え、皆がついてこられるようにすべきなのである。
榊原も同様の見解を取り、「食べ物」「乳」ともに十字架の言葉ではあるが、教え方が異なったのだとする。聞く力に応じて言葉をより分かりやすくすることは必要だが、たとえ幼な子であっても十字架の愚かさは伝えなければならないとパウロは考えたのである。
Feeは「乳」と「食べ物」の違いについて、乳は救いの良い知らせで、「食べ物」はクリスチャンとしての生活全体が十字架によって価値観を形成し、「十字架に生きる」ことが必要なのであると語ることであったとする。

ヴェントラントはコリントの信徒たちは1-2節を聴いて当惑したのではないかとする。直前の内容であるコリント人への第一の手紙2章16節では自分たちを含むキリスト者たちがキリストの霊を持っているということが言われたばかりであり、それと矛盾すると思われるからである。
しかし現代のキリスト教会も含めてパウロの批判に本当に耐えうる教会がどれだけあるか。キリストの霊を受けていてもそれが生き方に直結していなければそれは「肉の人」の生き方である。霊は神からの賜物だが、それは人間の生き方全体を問うものである。
N.T.Wrightはこの節でパウロはコリントの人々により基本的なことしか自分たちには教えてくれなかったとの不満に対して答えているとする。パウロの後に来た教師たちはパウロよりはるかにエキサイティングで、深く、コリントの信徒たちのプライドの高い熱心さに応えられるようなものだった。しかし、パウロが基本的なことしか教えられていなかったのは個人崇拝に陥ってしまう、分派を起こしてしまうような会衆だったからなのである。

しかし、Conzelmannは「まだ」という言葉でパウロはコリントの信徒たちが「食べ物」を消化できるように進歩する可能性を示しているとする。
「ねたみや争い」はテクストゥス・レセプトゥスでは「ねたみや争いや分裂」とされていた。King James VersionやNew King James Versionでは「ねたみや争いや分裂」が採用されている。Comfortはこの異読はガラテヤ人への手紙5章20節に影響された補筆の結果であるとする。
田川もパピルス写本も「ねたみや争いや分裂」と書いているため、この点は無視することはできないが、それでもシナイ写本、アレクサンドリア写本、バチカン写本など重要な諸写本が「分裂」を含まないため、「ねたみや争い」が本来の本文であるとする。
また、口語訳はκατὰ ἄνθρωπον περιπατεῖτε(kata anthrōpon peripateite)を
Revised Standard Versionの”behaving like ordinary men”に依拠して「普通の人間のように歩いている」と訳したことや新共同訳聖書が「ただの人として歩んでいる」と訳したことを誤訳であると批判している。(新改訳2017も「ただの人として歩んでいる」である。)このギリシャ語を田川は「人間的な仕方で歩んでいる」と訳し、「人間的なもの」と「それを超えた神的なもの」を区別しているのであって、普通の人間と特別な人間の区別ではないとする。Fitzmyerによればこの「ただの人として」という表現はディオドロス・シクロスやアイスキュロス、プラトンが用いている。コリントの信徒たちは依然としてローマ帝国におけるコリントの世俗的な影響を受け続けていたのである。

「ねたみ」と訳されているのはζῆλος(zelos)である。ζῆλος(zelos)はこの箇所のようにねたみという意味もあるが、熱心さ、競争などの意味もある。新約聖書ではねたみ、あるいは熱心さという意味で使われている。ピリピ人への手紙3章6節ではパウロ自身の熱心さという意味で使われている。
ヘイズはζῆλος(zelos)が「ねたみ」の他に(宗教的な)「熱心さ」の意味でも使われることに着目し、コリントの人々のねたみは宗教的熱心さから来るものであるとする。分派の原因としては真剣な神学的理解や宗教的実践であり、神の知恵や偶像礼拝にあたる行いについて、あるいは結婚生活や礼拝における霊の働き、イエス・キリストの復活などが考えられる。これらの問題は決してささいなことではなく、重要であるが、それが争いにまで発展すればやはりコリントの信徒たちは「肉の人」であると言わざるを得ない。「肉の人」とは肉欲、性的な罪のことではなく教会の中で競争し、不一致をもたらすことである。そのような信徒たちに対してこそパウロは「十字架の言葉」を力強く語り、価値観の転換をもたらそうとしたのである。
「普通の人間ではないか」はテクストゥス・レセプトゥスでは「肉の人ではないか」である。これがKing James Version、New King James Versionでは採用されているが、他の英語訳では「人間ではないか」を採用している。コリントの信徒たちが分裂的な行動を取っていたことはすべての人間に当てはまることではあるが、クリスチャンはそこから脱していく道へと導かれなければならないと指摘していると考えられる。 「人間」はギリシャ語ではἄνθρωπος(anthrópos)である。ἄνθρωπος(anthrópos)は羊などの動物ではなく人間という種であるという意味や、
肉体的な弱さを持った存在に過ぎないという意味の「人間」や、
罪深く、死すべき存在としての「人間」という意味でも使われる。
また、口語訳は「普通の人間ではないか」と訳しているが、田川は原文には「普通の」に相当する語がないため正確ではないとして「人間でしかなかろう」と訳している。口語訳の訳し方は人間でしかないことが批判されているとすれば人間以上の者になれということを意味し、それが受け入れられないため「普通の人間ではないか」としたと推察される。同じ理由で中世など後代の写本では「肉の人」に置き換えられている。
コリント人への第一の手紙1章12節ではパウロ、アポロ、ケパ、キリストと4つの分派が挙げられていたが、この節ではパウロとアポロのみが挙げられている。榊原はこれについて3つの理由を列挙している。1つはコリントの開拓伝道にはパウロとアポロの2人が働いたことで、もう1つはここで問題になっているのはギリシャ的な知識や知恵から来るプライドによるねたみや争いのことであり、パレスチナユダヤ人のケパ(ペテロ)はここで挙げるべきではないと判断されたこと、3つ目は「ねたみや争い」があることを示すには2つ分派を挙げれば十分だからである。最初に開拓伝道したパウロにつく者と次に開拓伝道を受け継いだアポロにつく者の分派は教会そのもののアイデンティティを危機にさらしているのである。

Feeはコリントの信徒たちが神の豊かな憐れみによって贖われた人々として生きるのではなく単なる人間として振る舞っており、自分の精神によって生きており、自分が賢いと考える自己欺瞞に陥っている。真に賢い者となるためにはこの世からは愚か者に見えるとしても十字架につけられ給いしままなるキリストが示されることが必要なのである。
口語訳で「何者か」と訳されているのはΤί(ti)である。Τί(ti)は「誰」という意味ではなく「何」という意味であり、「誰」はΤις(tis)である。テクストゥス・レセプトゥスではΤί(ti)がΤις(tis)に直されており、「何か」が「誰か」に変えられている。ここで「何か」が使われていることが不自然だと考えられたため書き換えが行われたと考えられるが、パウロは伝道者自身のことというよりは伝道者としての機能に焦点を当てて書いているのではないかと考えられる。また、後代の写本ではパウロを強調するためパウロとアポロの順番が入れ替えられているものがある。
口語訳で「あなたがたを信仰に導いた人」と訳されている(新共同訳聖書では「あなたがたを信仰に導くために」)ことに関して、田川は原文には「導いた」という言葉はなく、偉い伝道者が人々を導くとの誤解を受ける不正確な訳だとして批判し、「この者たちを通じてあなた方が信じるにいたった仕え手」と直訳している。

「仕えているのである」は仕え手を意味するδιάκονος(diakonos)である。Feeはマルコによる福音書10章43節でイエス・キリストが仕える者になるよう教えており、ここでもδιάκονος(diakonos)が使われていることを指摘する。
このイエス・キリストの教え、そして十字架につけられたキリストは福音であり、神の道であるだけではなくコリント教会の基本的なあり方を規定するものである。
仕え手が果たす様々な役割の強調のため、パウロは農業のたとえを用いて語る。コリントの信徒たちの群れは神の畑であり、パウロとアポロは共通の目的のために働く。民を畑にたとえる表現はイザヤ書5章にも見られる。「野ぶどう」は食べられないぶどうのことである。
「植え」「水をそそいだ」はいずれもアオリスト直説法によって表現されている。アオリスト直説法は”snapshot”つまり点的な出来事(点的アスペクト)を記述するのが基本的な使われ方である。一方「成長させて下さる」は未完了過去直説法によって記述されている。未完了過去は過去における継続的な出来事(線的アスペクト)を表すのが基本的な使われ方である。パウロが最初に行った開拓伝道やそれを引き継いだアポロの伝道の働きは点的な出来事にすぎないが、継続して働くのは神の力なのである。Thiseltonはこのことは牧師から牧師へと受け継がれる教会におけるミクロの働きだけではなくキリスト教史におけるマクロの働きについても言えることであるとする。初代教会、使徒教父、宗教改革者、合理主義者、ピューリタン、カリスマ、それぞれの働きがキリスト教史において入れ替わり続けてきたが、神の力は変わらずに働き続けたのである。

「成長」と訳されているのはαὐξάνω(auxanó)であり、増加するとか育つといった意味がある。イエス・キリストの言葉ではマタイによる福音書6章28節で、神の支配と関連付けられて使われている。
使徒行伝では弟子たちが増えていき、神の言葉が力を増していくことの表現として使われている。
エペソ人への手紙では教会の成長について使われている。
Ciampa,Rosnerはアポロとパウロが取るに足りないとの言葉には文脈も考慮して読む必要があるとする。アポロとパウロの働きは重要なものではあるが、真の畑の所有者である神の隣に立つとき、どんな人間も取るに足りない存在でしかないのである。また、パウロは信徒たちを率いたり導いたり信仰を育む人に忠誠や愛情を払う義務がないと言っているわけではない。ガラテヤやテサロニケの信徒たちはパウロに対して尊敬あるいは愛情といったものを持っていたことが示されている。
しかし、それが排他的な忠誠心となり、分裂を引き起こし、神中心主義から外れていくことにパウロは反対し、「大事なのは、成長させて下さる神のみ」であることに注意を向けさせるのである。 パウロはローマ人への手紙15章20節で示されているように、福音が宣べ伝えられていなかった新しい場所に行って宣教することを原則としてきた。
神の畑において人ができることは地面に種を蒔き、土で覆い、水を注ぎ、雑草を取り除くなど成長の条件を調整することだけである。人間は種を作ることはできず、また本当に種を成長させられるのは神だけなのである。一方で神は仕え手を使わずに教会を育てることをしないという意味において、仕え手には重要性がある。
ἐστίν τι(estin ti)は否定の言葉と合わせて口語訳では「取るに足りない」と訳されている。ἐστίν τι(estin ti)は直訳すると「何かである」となる。King James Versionなどでも”anything”と訳されている。

Fitzmyerはその上で文章の最後に「神」という言葉を置いて強調し、神だけが重要であることを示しているとする。神こそが重要な「何かである」のである。
榊原は「一つであって」について、「ともに取るに足りない」つまり無価値・無意味である点で一つ、また主の仕え人という身分において一つということも想定されるが、最も考えられるのは同じ目的、一つのチームとして働いているという意味で一つであるというのが正しいとする。報酬を得るというのは未来形であるが、後に続く14節における終末論的な意味での報酬か、あるいはコリント人への第一の手紙9章9-14節にあるように地上での報酬なのかはここでは明らかにされていない。重要なのは報酬は「それぞれの働きに応じて」つまり労苦、忠実さに対して受け取るものであり、成果に応じてではない。
バークレーも榊原と同様の見解を取り、ひとりの神という主人の愛と真理のメッセージを伝えるための道具として仕え人を用いるとする。そこで人々の心を新生させ、再創造するのは神だけなのである。
ブルース,Ciampa,Rosner,Fitzmyer,Feeは報酬は終末論的なものであるとしている。
Conzelmannは同労者は神の前に自慢できるような働き方ができるわけではないが、終末論的な報酬を期待することはできるとする。そこでは各個人におけるそれぞれの働きと共同作業の統一性の両方が強調されている。

「報酬」と訳されているのはμισθός(misthos)である。労働に対する賃金、功労に対する報いといった意味がある。マタイによる福音書20章8節では労働に対する賃金の意味で使われている。
ヴェントラントはパウロやアポロは神の奉仕者であり、同労者となることができるということが強調されているとする。しかしこれは神人協力説的な教えではなく、救いの獲得に際して人間の神との協働ではない。人間の務めの委託も、仕事の力と実りはすべて神から来るからである。また、民を建物にたとえることはエレミヤ書24章6節で言われていることである。
これに対してヘイズは使徒同士の神人協力説的な働きの強調がここでされているとする。パウロとアポロは力を合わせて働く者であるが、それは「神と同労者」なのではなく「神に属する同労者」なのである。この共に働くことのパウロの勧めは現代の読者にも向けられている。エルサレムの聖墳墓教会がローマ・カトリック、ギリシャ正教などによりいくつもの区画に分けられているように、キリスト教世界が細分化されてしまっている。しかし個々の指導者は取るに足らず、単なる畑の働き手でしかないのである。
神人協力説とは、人間の力が神の神聖な恵みと協力することを教える神学的立場である。カルヴァンなどによって主張されている予定説は神の恵みだけを正当化する。ペラギウスは恵みがなくとも神の律法とキリストの命令を人間が実行することができると主張したが、アウグスティヌスは神の恵みは人間の計画や行動すべてに先行すると主張した。東方の神学者たちは神が人間と共に働くと考えた。宗教改革論争においてはルターやカルヴァンが原罪によって堕落した人間本性を強調したのに対し、カトリックはトリエント公会議では自由意志を教え、神と人との協力を正当なものであるとした。
Feeは教会が神のものであることは常に強調しなければならないことであるとする。それが忘れ去られてしまった時、教会は過大評価される牧師、一生涯出席し続けた信徒、多額の献金をした信徒のものになってしまう。すべての人は神のしもべとして働かなければならないのである。

神の重要性は「神の」という言葉が文頭に置かれて強調されていることからも読み取れる。
「神から賜った恵み」について、Comfortによればテクストゥス・レセプトゥス、ウェストコット・ホート、ネストレ・アーラントいずれの本文も「神の恵み」であり、シナイ写本、アレクサンドリア写本、バチカン写本など主要な多くの写本の支持があってすべての英語版はこれに従っている。しかしパピルス写本では単に「恵み」となっている。このことからComfortは「神の」という語が写字生によって付け加えられた可能性が高いとする。ローマ人への手紙12章3節及びガラテヤ人への手紙2章9節ではパウロは使徒職の恵みを「神の恵み」ではなく「恵み」としている。
パピルス写本に「神の」がないことについて田川は9節より「神の同労者」「神の畑」「神の建物」と「神の」が続いており、さらに「神の恵み」とあったことから同じ言葉が続きすぎているとして写字生によって削除された可能性が高いとする。また、「熟練した」はσοφός(sophos)であり、口語訳や新共同訳聖書のように「熟練した」と訳すと「知恵ある」とは異なる意味になるし、この箇所は知恵σοφός(sophos)の話題であるから、「知恵ある建築家」と直訳すべきだとする。青野も同様の見解を取り、1,2章において行われた「知恵」「知者」についての議論を踏まえているため、「熟練」ではなく「知者のようにして」などと訳すべきとしている。 「土台」はθεμέλιος(themelios)である。θεμέλιος(themelios)は哲学の教理において土台を比喩的に用いて使うような、パウロがここで用いているのに近い用法と、ルカによる福音書6章47-49節にあるように文字通り「土台」という意味で使う用法がある。
教会や共同体は神やキリストによって建てられた家である。エペソ人への手紙2章20-22節で示されている通りキリストはこの家の土台であり、教会の頭なのである。
小川修は田川がパウロが「土台を据えた」と書いていることに対してパウロ教的であると批判していることに反対し、「神に賜った恵みによって」つまりパウロが勝手に据えた土台ではなく神の恵みに導かれてこそこの土台はできていることを意味しているとする。続く11節で土台はイエス・キリストであると語っており、パウロが土台を据えたと考えているとするとパウロがイエス・キリストを据えたこととなるのである。 榊原は気をつける「それぞれ」が誰を指しているかということについて、アポロであるとするとコリント人への第一の手紙16章12節よりパウロが手紙を書いた時点ではアポロはコリントにいないことが明らかであり、「あなたがた」と呼びかけているのは牧師や預言者たちだけではなくコリントの信徒全体であることから、「それぞれ」はコリントの信徒全体であるとする。開拓したての教会であれば土台を据える伝道者の力量に左右されるとしてもその上に家を建てるのはすべての信徒の責任なのである。
Orr,Waltherは「気をつける」という表現がコリントの教会建設がうまく行っていない可能性を示唆しているとする。
N.T.Wrightによれば神の国には台座が一つしかなく、そこにはただ一人だけが乗ることができる。それは町の広場に建てられる像などではなく、十字架である。十字架にかかって死んだイエス・キリストはすべての人間の名声、名誉、評判を裁いた。そのことがパウロが何よりも伝えたいメッセージである。これは今日の教会においても当てはまることである。榊原もこの土台は十字架のキリストであるとする。それもキリストの贖罪という教理のキリストがこの土台なのであって、生活の模範者としてのキリストや革命の旗手としてのキリストが土台では教会を建てることはできないのである。 Thiseltonは土台としてのキリストは復活のキリストであるとする。特にコリント人への第一の手紙15章3-8節の反映が見られる。マタイによる福音書16章18節の解釈とペテロのキリスト告白がここで土台として言及されているとするのである。
田川は「すでにすえられている土台」とパウロが書き、パウロが据えた土台の上にのみ建てることが許されているという傲慢な主張だとしているがConzelmannはすでにすえられている土台はイエス・キリストであるという表現から、パウロ自身を土台とすることを一貫して認めていないとしている。コリント人への第二の手紙4章5節でも同様の主張がなされている。
榊原は「金、銀、宝石」で建てる者と「木、草、わら」で建てる者の2種類の区別を重視すべきだとする。この区別は1.高価なものと卑しいものの区別2.火に耐えられるものかそうではないかの区別3.王宮・神殿の建築のためか、民家の建築のためかということの違いが考えられるが、3.の神殿建築のための材料としてふさわしいかどうかと考えることが適切であるとする。その上でこの2種類の材料の比喩は1.教理知識のことで、イエス・キリストへの信仰の上に立つ知識(アレクサンドリアのクレメンス)2.生活・行為・実践のことで、「木、草、わら」が悪徳や不品行を指している(オリゲネス、ヨアンネス・クリュソストモス)3.「金、銀、宝石」がキリストを喜ばせたいという思いのことで、「木、草、わら」はこの世を喜ばせたいという欲望のこと(アウグスティヌス)が考えられるが、11節において土台はイエス・キリストであると明記されているため、その上に建てる建材も宣教内容や教理と考えるのが自然だとする。その上でその教理は単に教理として受け入れるだけではなく、受け入れた上でどのような生き方をしているかをも問うものであるとする。教会の進路は人々の好みや批評によってではなく聖書にもとづき、罪を赦したイエス・キリストへの感謝を持って決めていくべきなのである。
ヴェントラントはパウロは土台に合う建築として「金、銀、宝石」という高価なものと「木、草、わら」という安価なものの対比を述べる新しい視点によって審判の火の試しに耐えるものかどうかが対比されているのだとする。

N.T.Wrightは榊原と同様に「金、銀、宝石」は神殿建築の材料であるとする。ソロモンの神殿は金で覆われており、ヘロデ大王らも壮観な神殿を建てるよう最善を尽くした。列王記上6章20-22節においてソロモンの神殿が金で覆われていたことが分かる。
Feeは「金、銀、宝石」と「木、草、わら」はその材料に着目するのではなく材料を使う人間に着目すべきだとする。十字架につけられたイエス・キリストとその福音が基礎であり、滅びるのは人間の知恵であり、人間の知恵は時代とともに過ぎ去っていくのである。
口語訳で「ためす」と訳されているのはδοκιμάζω(dokimazo)である。test、試すという意味やapprove、承認するといった意味がある。田川によればこの動詞は「検証する」と訳せるようによく検査し、本物であるかどうかを検証し、本物ということのお墨付きを与える意味合いがあるとする。パウロは自分をそのような検証によって選ばれた使徒であると主張しており、コリントの信徒たちからは生前のイエス・キリストを知らないパウロがなぜイエス・キリストから福音宣教を託されたと言えるのかと疑惑の目で見られていた。そのことがガラテヤ人への手紙1章15-18節及びコリント人への第二の手紙13章3節にあらわれている。
コリント人への第一の手紙の執筆時点でコリントの信徒たちからパウロにそのような批判がなされ、パウロがそれを認識していたかどうかは自明ではないが、ここではパウロはそのような批判をするコリントの信徒たちこそ最後の審判の「火」によって本当の検証がなされるのだと主張しているのだとする。 「かの日」は審判の日のことである。「主の日」という表現は旧約聖書にも出てきており、本来の意味は単に一定の期間であった。そして、これは昼という概念と結び付けられた。「昼」はこれまで隠されていた、知られていないものが明らかにされる光の時間である。これが裁きの火と関連付けられている。そのような「主の日」という表現はイザヤ書2章12節などにあらわれている。
Thiseltonはすべての牧師や教会の仕事は十字架につけられたキリストの現実に基づいて成り立ち、耐え忍ばなければならないとする。キリストという土台の上に築き上げた仕事であっても、私利私欲や自己実現のための建築を行っているのであればそれは木、草、わらのようなものでしかないのである。
口語訳で「残る」と訳されているのはμένω(menó)である。残るという意味もあるが、(家などに)とどまるというのが第一義として挙げられる。聖書外のギリシャ語ではプラトンなどによって「とどまる」という意味で使われている。旧約聖書の七十人訳においては「続く」「残る」「耐える」「生き続ける」「永続する」などといった意味に使われている。人間的なものの移り気とは異なり、神は永続する存在であるということが語られている。神の言葉は人間のものとは異なり、「残る」ものなのである。新約聖書においても神の不変性を表現している。パウロにおいてはローマ人への手紙9章10-12節において神の選びについてμένω(menó)の言葉を使い、神の選びが行われることを表現している。
また、ヨハネによる福音書15章4-7節では信徒たちがキリストの中にとどまり、またキリストの言葉が信徒たちの中にとどまることが表現されている。
Ciampa,Rosnerはパウロがここで言及している「報酬」とは、建てる者が天国に行くか地獄に行くかというようなことではないとする。火に焼かれて残るか、あるいは失うかするのは建てる者の「仕事」なのであり、建てる者自身ではない。そして本物の、終末の火の中で残るような本物のミニストリーはそれ自体が報酬なのである。
「火の中をくぐってきた者のようにではあるが」と口語訳で訳されているのはοὕτως δὲ ὡς διὰ πυρός(houtōs de hōs dia pyros)である。διὰの意味範囲は広いが、「通る」というのが第一義として挙げられる。青野は口語訳より「火の中をとおってきたようにして」とするほうがギリシャ語に忠実であるとする。「損失を被る」と訳されているのはζημιόω(zémioó)である。損をするという意味以外にも罰を受けると訳すことも可能である。新共同訳聖書、新改訳2017、聖書協会共同訳、岩波訳、King James Version、New International Version、New King James Version、Revised Standard Version、New Revised Standard Version、ルター訳(1545年)はいずれも損失あるいは損害と訳している。Bauerはこの箇所のζημιόω(zémioó)は罰を受けるという意味であると解釈している。田川は損失をこうむる、罰をこうむるという訳のどちらにも決めがたいとしながら「罰を蒙った」と訳した。文脈からは罰の方が合っているとしながらも、コリント人への第二の手紙7章9節では「損失を被る」という意味で使われており、「損失」と訳すことは十分可能であるともしている。
Ciampa,Rosnerは「かの日」における報酬は終末論的な「賞」であるとしている。その賞とは神からの誉れである。コリント人への第一の手紙9章24-27節にもそのことが示されている。
榊原はアモス書4章11節やゼカリヤ書3章2節にも「火の中をとおってきたように」と類似した表現があるとする。
旧約聖書の背景としてアクティマイアーによればゼカリヤ書3章冒頭において大祭司ヨシュアをサタンが告発しているが、3節にある「汚れた衣」がヨシュアの罪を象徴している。そのヨシュアは「火の中から取り出した燃えさし」と言われる。ヨシュアの祖父は捕囚として連れ去られ、バビロンの王によって殺された。父ヨツァダクも捕囚として連れ去られた。ヨシュアはその捕囚から救い出されてエルサレムに帰ることができた。大祭司ヨシュアは罪赦され、清められ、祭服をまとって神の御座に近づくことができたのである。
「宮」と口語訳で訳されているのははναός(naos)であり、神殿という意味を持つ。4福音書で19回、使徒行伝で2回、コリント人への第一の手紙及びコリント人への第二の手紙で6回使われている。異教の神殿の場合は使徒行伝17章24節のように複数形で使われる。
体を神殿にたとえる用法はパウロだけではなくヨハネによる福音書にも見られる。神殿を建てるのに46年かかったというのは紀元前20/19年にヘロデ1世がエルサレム神殿の再建を始め、施設全体の完成が46年後であったことを指す。
パウロにおいてはコリント人への第二の手紙6章16節において神がキリスト者の中に住まわれることを書いている。
「あなたがたは知らないのか」という表現はクリスチャンであれば当然知っておくべきことであるということ、コリントの信徒たちが自らを知者だと考えているのに基本的な事柄を知らないことを表しているとする。その基本とは神の御霊が自分たちの間に住んでいるということである。それは個々の信徒の魂に御霊が内在するということではなく、コリント教会に臨在するということである。霊的な聖所という考え方はエゼキエル書11章16節などに見られる。
この箇所においては神の御霊は教会共同体に宿ることが言われているが、ローマ人への手紙8章9節では個々の信徒の中に神の御霊が宿ることが言われている。そのため御霊の働きの中に、復活した主の原臨が経験され、すべての信徒がそれぞれの責任を引き受けることで教会共同体の生活が形成されていくのである。
「(神の宮を)破壊する」「(その人を)滅ぼす」と口語訳で訳されているのはともにφθείρω(phtheiró)である。破壊する、滅ぼすといった意味がある。Holtzは最初の「破壊する」という言葉は比喩的な教会の破壊という意味で、後に出てくる「滅ぼす」という言葉は神の終末論的裁きの意味で使っているとする。コリント人への第二の手紙11章3節では(キリストに対する純情と貞操を)失うという用例で使われている。
ヴェントラントは「(神の宮を)破壊する」というのは分派行動のことであるとする。神の宮とは神が所有する神殿という意味であり、分派行動によって神の所有、神の神聖さが犯されることなのである。15節では仕事が焼けてしまった人は救われるとあるが、17節で語っている分派行動の罪はより重いものである。「あなたがたは」を表すὑμεῖς(humeis)という言葉を使わないとしても同じ表現が可能なのであり、「あなたがたは」という言葉が強調されている。それは読者であるコリントの信徒たちの責任を問う意味が含まれている。 「(神の宮は)聖なるもの」と訳されているのはἅγιος(hagios)である。holy聖なる、とかpure純粋なという意味等で使われる。新約聖書中230回使われており、そのうちの90回は「霊」と結合して「聖霊」の意味で使われており、「聖なる者たち」の意味でも使われる。ほかにもローマ人への手紙7章12節にあるようにユダヤ教に関連する物事に使われる場合もある。
口語訳で「欺いてはならない」と訳されているのはἐξαπατάτω(exapatatō)であり、ἐξαπατάω(exapataó)の現在命令法能動態3人称単数である。3人称の命令法はテモテへの第一の手紙4章12節でも使われている。
この「軽んじられてはならない」はテモテに軽んじられてはならないと命令しているというよりテモテを軽んじようとする人々への否という考えが強く現れている。また、否定の言葉と共に命令法が使われる場合は、既に行われていることに対してそれを「やめよ」と禁止していることを意味する。否定の言葉と接続法が組み合わされている場合は全面的な禁止やまだ着手していない段階における禁止を表している。命令法を使った禁止はパウロにおいて他にもコリント人への第一の手紙6章9節の「まちがってはいけない」で使われている。
Morrisも現在命令法は一部の信徒たちが自分自身を欺いていたことを示唆しているとする。特定の教師に執着することを賢明だと考えていたが、その教師たちが持っていた賢さは時代に沿った賢さであり、移りゆくものである。それに対しパウロはこの世の知恵を捨てて世が「愚か者」と呼ぶ者にならなければならないのだと語っているとする。 Ciampa,Rosnerは愚かさとはイエスと十字架、そしてそれに伴うselfless(自分より他の人間をケアする無私の生き方)に焦点を当てようとしての言葉だとする。コリントの信徒たちがそれを理解していれば人間の名誉を求めるあまり分裂を引き起こすようなことはなかった。コリントの社会では名誉を求めることが常識なのであり、そこで愚かさに生きることはコリントの信徒たちには困難なことであった。コリント人への第一の手紙1章18節では十字架の愚かさについて語っている。
Fee,Fitzmyerも同様に愚かさとはキリストの十字架のことを指しているとする。その意味では18節は十字架の神学の反復である。キリスト者は人間の前にではなく神の前に賢い者とならなければならない。
「神は、知者たちをその悪知恵によって捕える」はヨブ記5章12-13節の引用である。
ヨブ記の口語訳の「悪巧み」はヘブライ語で עֹרֶם(orem)であり、賢い、あるいは悪賢いという意味で使われる。ヨブ記では「悪賢い」という意味で使われているが、箴言15章5節では肯定的な「賢い」という意味で使われる。
これを七十人訳聖書ではヨブ記5章13節において φρονήσει(phronēsei)と訳しており、これはφρόνησις(phronésis)の女性単数与格である。φρόνησις(phronésis)はwisdom、賢さという意味がある。ヨブ記5章13節では思い上がった賢さという意味で使われているが、エゼキエル書28章4節の七十人訳聖書では(君主の)賢さという意味で使われている。
パウロは「悪知恵」を表す語としてπανουργία(panourgia)を使用している。knavery詐欺、craftiness悪知恵が主要な意味であり、よりネガティブな言葉である。ヨブ記におけるヘブライ語原文及び七十人訳聖書よりパウロは否定的な言葉に言い換えているのである。 また、ヨブ記の口語訳で「捕え」と訳されているヘブライ語はֹלֹכֵ֣ד(lō-ḵêḏ)である。Qal形で用いられているので主要な意味は捕えるという意味である。これを七十人訳聖書ではκαταλαμβάνω(katalambanó)と訳している。καταλαμβάνω(katalambanó)はヨブ記5章13節のように神が人を捕えるという意味に使われる場合もあり、人間が知恵を捉えるという意味でも使われる。
これに対してパウロが「捕える」という意味で用いているのはδράσσομαι(drassomai)である。この言葉はつかむという意味があり、民数記5章26節では物をつかむという意味で使われている。
καταλαμβάνω(katalambanó)とδράσσομαι(drassomai)はほぼ同義の言葉ではあるが、異なる動詞である。田川はヘブライ語と七十人訳聖書がほぼ対応しているのに対し、パウロが七十人訳聖書のギリシャ語から変更を加えつつ引用していることについて、悪い者を捕まえるということを表現するためにこのような変更を加えたのではないかとする。カルヴァンもヨブ記の引用は悪辣な者、狡猾な者を神が捕えるのだとする。その上で神の知恵に合致しない人間の知恵は神の前で存続し続けることはできないのだとする。
旧約聖書の引用は詩編94篇11節の七十人訳聖書からである。
ただし、詩編では「人の」となっているところが「知者たちの」となっている。
「むなしい」と口語訳で訳されているのはμάταιος(mataios)である。vain,emptyむなしいという意味やrash軽率なという意味がある。μάταιος(mataios)は聖書外では内容がないので無価値ということよりも詐欺的、規範に反しているから無価値であるという意味を持つ。

七十人訳聖書のエゼキエル書13章6節では偽預言者の言葉が「虚偽」であるという意味で使われている。
Morrisは七十人訳聖書とパウロの引用が異なっていることについて、パウロが変更を加えた可能性と、パウロが読んでいた聖書の写本にそのような記載があった可能性の両方があるとする。ただし詩編94篇11節においてヘブライ語、七十人訳ギリシャ語聖書どちらもそのような異読のある写本は現存していない。その上でこの議論の強調点は神がすべての人間の考えを知っているということだとする。そのような考えは空虚なものであり、過ぎ去るものでしかないのである。 Ciampa,Rosnerは人間の考えと神の考えの対比、つまり人間が神の知恵を知ることはできないことについて、ユダヤ文学にも言及が見られるとする。バルク書3章29-32節などにそのようなテクストがある。
口語訳や新共同訳聖書では訳されていないが、「すべては、あなたがたのものなのである」の部分には「何故なら」を意味するγὰρ(gar)が使われている。田川は口語訳や新共同訳聖書が接続詞を適切に翻訳していないと批判し、この部分を「何故なら」と訳し、その「何故なら」は「一切はあなた方のものであって」までかかるのではなく23節の末尾までかかるとする。文法的にも合致し、また「誰も人間を誇ってはならない」という言葉と「一切は神のもの」という言葉が合致しており、この点でも「何故なら」を「キリストは神のものであるのだから」までかかると考えるべきであるとする。
青野は「人間を誇ってはならない」という命令法の基礎づけとして「すべてはあなたがたのものなのだからである」と肯定的な内容が語られており、人が人に誇らないことをパウロが肯定的に捉えていることを意味するとする。
Robertsonは人間を誇ることはコリントの信徒たちが教師たちを評価することに対して過大な自信を持っており、それは自分の知恵にうぬぼれていることを表すとする。そのような共同体は実際には知恵が浅く、傲慢な群れとなってしまう。また、人に栄光を帰すことは神に栄光を帰すことの反対である。
コリントの信徒たちはバプテスマによってキリストの共同体に入った。それはコリントの信徒たちが何物にも属することなく、ただ神に属するキリストにのみ属するのである。したがって特定の指導者に属するという考え方は愚かなものである。

Ciampa,Rosnerは人間を誇るということは「人間の間で」誇ることと「人間に関して」誇ることが考えられるが、ここでは「人間に関して」誇ることであるとする。パウロはコリント人への第一の手紙1章31節でも既に示したように、誇ること自体を否定しているのではなく、適切な誇り方をすべきだと主張しているのである。
また、口語訳や新共同訳聖書ではそのように訳されていないが、田川訳では「パウロだろうとアポロだろうと…」などと訳されている。原文では「～もまた」を意味するεἴτε(eite)が繰り返し使われており、ここに挙げられている要素が強調されているのである。
青野も岩波訳で同様に訳した上でくどいと感じられる訳文であるとしながらも、パウロの強調を訳文に反映させる必要があるとする。ここで列挙されているものがすべて「ことごとく、あなたがたのものである」のはすべてのものを神がコリントの信徒たちのために与えたのであって、パウロやアポロがコリントの信徒たちを支配するためではないとする。すべてのものは人々を支配するためではなく、助けるためにあるのである。小川も同様に解釈した上で、コリントの信徒たちが主張していた「私はパウロのもの、アポロのもの…」という言葉を反転させているとする。

Morrisはこの節からパウロが教師たちもコリントの信徒たちに属するのだと叙情的な書き方をしているとする。世界はコリント人への第一の手紙2章12節で「この世」という意味で使われているが、ここでは秩序だった物理的宇宙の意味で使われている。
生と死に言及している部分はピリピ人への手紙1章21節及びコリント人への第一の手紙15章55-57節が手がかりとなる。キリストは死に打ち勝ったので、未信者にとって死は惨事でしかないが、クリスチャンにとってそれは惨事ではなく利益である。
現在と未来についての言及は、過去は変えられないが、現在と未来はそうではないからである。現在も未来も神の目的に向かうものとなるのである。

Orr,Waltherはここでのあなたがたのものとして挙げている事柄の列挙は不可解としながらも、この世のもろい喜びや財産にしがみついたり、死を恐れたり教会内で敵対する余地はないことを意味しているとする。
青野はこの箇所をパウロの神中心主義が強く表れているとする。

パウロにおいて神中心主義が表れている箇所は他にもあり、ローマ人への手紙11章36節などが挙げられる。
ヴェントラントは集会はキリストの所有であり、キリストを通してのみ集会はこの世を支配し、死に打ち勝つということが言われる。このことは教会観としてエペソ人への手紙1章22-23節やコロサイ人への手紙2章9-10節に受け継がれている。
すべてのものはクリスチャンに属しているが、クリスチャン自身は自分を所有しているのではなく、キリストに所有されているのである。ガラテヤ人への手紙1章10節ではパウロは自らをキリストの奴隷(口語訳では僕)と言明しており、十字架のキリストに対する忠誠は説教者への忠誠に取って代わるべきである。キリストこそ「神の力と神の知恵」だからである。
カール・バルトはイエス・キリストに対する神の超越性は福音書にも表れているとし、唯一の善なる者としての神(マルコによる福音書10章18節)、キリスト自身の意志を超える者として(マルコによる福音書14章36節)、キリストが神の使者であること(ヨハネによる福音書17章3節)などを挙げる。
ガラテヤ人への手紙1章1節にある挨拶の文章は「父なる神」が「私たちの父なる神」であるだけではなく「キリストの父なる神」を表す文章としても解釈しうるとする。